# Moultrie County
Moultrie County is een county in de Amerikaanse staat Illinois.
De county heeft een landoppervlakte van 869 km² en telt 14.287 inwoners (volkstelling 2000). De hoofdplaats is Sullivan.